# Луусалми
Лу́усалми (карел. Luušalmi — костяной пролив) — посёлок в Калевальском районе Республики Карелия, административный центр Луусалмского сельского поселения.

## География
Посёлок Луусалми находится на берегу двух озёр Среднее и Нижнее Куйто, где имеется причал, расстояние до районного центра Калевала по воде — 30 км.  По автомобильным дорогам до Калевалы — 174 км, до посёлка Боровой — 90 км. 
К посёлку подходит автомобильная дорога 86К-38 («Боровой — Луусалми»), но есть неофициальная дорога, не входящая в перечень федеральных дорог. Автобусное сообщение с посёлком отсутствует.

## Население
| 2002 | 2009 | 2010 | 2013 |
| ---- | ---- | ---- | ---- |
| 480  | ↘360 | ↘359 | ↘333 |

## Экономика
Действует лесопункт, лесозаготовительное предприятие, дом культуры, библиотека, средняя школа, детский сад, фельдшерско-акушерский пункт.

## Символика
Герб Луусалми утверждён в 2011 году в честь 50-летнего юбилея населённого пункта. На нём внизу и вверху изображены два треугольника, символизирующих мысы на синем фоне, изображающем 2 озера — Среднее и Нижнее Куйто. В треугольниках заключены деревья, а в озёрах — рыбы, что символизирует два основных занятия жителей посёлка — рыбалку и лесозаготовку.

## История
Луусалми (Лусальма) — это рунопевческое поселение, где сохранились места, связанные с историей создания эпоса «Калевала». Через посёлок проходил старинный карельский зимний путь, который веками вел путешественников, купцов, предпринимателей от берегов Белого моря к Ботническому заливу. Изначально поселение Лусальма располагалось на восточном берегу пролива.
Как посёлок Луусалми возник в 1962 году в результате организации сплавного участка на границе двух озёр. Основной отраслью посёлка был сплав леса по акватории озер Среднее и Нижнее Куйто. 

## Известные уроженцы
В 1915 году в Луусалми родился известный карельский писатель Антти Тимонен.

## Происшествия
27 октября 2019 года в посёлке сгорела школа. В здании школы также был детский сад. В школе обучалось 23 человека, в сад ходили девять малышей. Никто из детей не пострадал. Пожар произошёл из-за неисправной электропроводки. Первыми на место прибыли четыре добровольца местной пожарной дружины и жители посёлка: они не дали огню перекинуться на ближайшие дома. По словам очевидцев, пожарные ехали больше двух часов. В 16 часов 12 спасателей и четыре пожарных машины из Борового, приехавшие на тушение пожара, ничего не смогли сделать – здание сгорело дотла; само возгорание удалось ликвидировать лишь к 18:35. В МЧС Карелии сообщили, что ближайшая пожарная часть расположена в 90 километрах от посёлка.
Как сообщает группа ВКонтакте «Северные берега», вопрос о пожарной машине жители Луусалми ставили уже давно.
Надо наше руководство района наказать по строгости: неоднократно говорили, что в посёлке нужна пожарная машина, а нашей власти было до лампочки. Вот вам и итог! – комментарий в группе  «Северные берега».
После этого губернатор Карелии Артур Парфенчиков встретился с жителями посёлка для обсуждения ситуации. Как сообщил глава республики, из резервного фонда выделят 3 миллиона рублей, чтобы сделать косметический ремонт помещений, где будут временно учиться дети, установить дополнительные окна, двери, заменить электропроводку, установить пожарную сигнализацию. Пока идут ремонтные работы, учёба с 11 ноября будет проходить в формате индивидуальных занятий, консультаций, обучения на дому.
Нам необходимо в срочном порядке организовать для школьников учебный процесс, пока во временных помещениях – в здании сельской администрации и Доме культуры. Задача непростая, учитывая очень жёсткие требования Роспотребнадзора и других контролирующих ведомств. Будем искать компромиссы. Главное обеспечить пожарную безопасность детей, — отметил Артур Парфенчиков.
Девятиклассникам, которые в следующем году (2020) будут поступать в средние профессиональные учреждения, предложили окончить учебный год в Кадетском корпусе или школе искусств. Строить новую школу в Луусалми, по словам главы республики, будут. Но точных сроков тогда сказано не было.
Что касается строительства новой школы, совершенно очевидно, что на это нужно время. Более того, решая проблему Луусалми, мы должны думать о других подобных учреждениях – сегодня в Карелии 131 здание (школы, детские сады, учреждения дополнительного образования) имеет износ более 75%. Это глобальная проблема для республики. Поэтому я считаю, что в Луусалми и десятках других малонаселенных поселков нужно строить единые социально-образовательные центры. В них, кроме школы, могут разместиться детский сад, сельская библиотека, клуб, ФАП. Да, для этого придется корректировать федеральное законодательство. Но я уверен, что нельзя для крупных городов и поселков на 300 жителей применять единые нормативы строительства школ, — рассказал губернатор.
27 февраля школьники в посёлке приступили к обучению в здании местной администрации. Для реконструкции помещений администрации было выделено 3 миллиона рублей из резервного фонда республики.
Рабочие отремонтировали три помещения под школьные кабинеты, оборудовали в здании санузлы, утеплили крыльцо, и установили там ёмкость для водоснабжения. Закуплена мебель и необходимые учебные пособия. И сегодня 22 ученика вернулись за парты, — рассказал Артур Парфенчиков.
Последние месяцы школьники занимались на дому по индивидуальным планам. Изначально планировалось, что ремонт помещений для школы сделают ещё к 1 декабря 2019 года, но потом сроки переносились. Кроме того, возобновила работу дошкольная группа. Она разместилась в здании, где раньше была сельская библиотека. Помещения там переоборудовали под спальню и игровую комнату, установили систему автономной канализации.
На момент декабря 2024 года всё остаётся в таком состоянии. Предположительно новую школу и детский сад начнут возводить в 2025 году.

## Улицы посёлка
- Карельская;
- Кентовская;
- Лесная;
- пер. Набер;
- Парковая;
- Пионерская;
- Советская;
- Сосновая;
- Студенческая.